# Tamara Shakirova
Tamara Halimovna Shokirova (nació el 26 de noviembre de 1955 en Taskent, República Socialista Soviética de Uzbekistán ) fue una actriz de cine soviética y uzbeka. Fue Artista de Honor de la República Socialista Soviética de Uzbekistán (1983) y ganadora del Premio Estatal de la República Socialista Soviética de Uzbekistán que lleva el nombre de Hamza (1983).

## Biografía
Tamara Ganieva (anteriormente Shakirova) nació el 26 de noviembre de 1955 en Taskent, República Socialista Soviética de Uzbekistán .Comenzó su carrera en el cine a la edad de 14 años, interpretando un papel secundario como estudiante en la película de 1970 "lluvia Ciega", dirigida por Anatoly Kabulov. Apareció en numerosas películas, creando varios personajes femeninos memorables, incluidos papeles en "Sucedió en Kokand", "Leyenda de Khorezm", "Semurg" y "Caminos de Fuego". 
Desde 1973 trabajó como actriz en el estudio de cine "Uzbekfilm". Completó sus estudios en el departamento de correspondencia de la facultad de actuación del Instituto de Arte y Teatro A. Ostrovsky de Tashkent (1974-1976), ahora Instituto Estatal de Arte y Cultura de Uzbekistán. 
Falleció de cáncer el 22 de febrero de 2012. 

## Familia
Su marido era Otabek Jatamovich Ganiev (fallecido en 1985), nieto del renombrado director de cine soviético y uzbeko Nabi Ganiev. Tuvieron dos hijos, Rayhon nació en 1978 y la menor, Nasiba Nigmanová, nació en 1994.   

## Premios
En 1983 recibió el Premio Estatal de la República Socialista Soviética de Uzbekistán que lleva el nombre de Hamza .
Artista de la República Socialista Soviética de Uzbekistán en 1983.

## Filmografía
Durante su carrera, interpretó papeles en muchas películas: 
- 1970 - "Слепой дождь" - (Papel secundario)

- 1970 - "Под палящим солнцем"
- 1970 - "Интеграл" - Novia
- 1971 - "Без страха" - Gulshara
- 1971 - "Здесь проходит граница" - La novia de Aman
- 1972 - "Семург" - Zubeida
- 1973 - "Мой добрый человек" - Saida
- 1973 - "Побег из тьмы" - Rano (doblado por Valentina Tezhik)
- 1974 - "Абу Райхан Беруни" - Zarrin Gis, hija de Kabus
- 1974 - "Главный день " - Tamara
- 1975 - "Выше только облака"
- 1975 - "Краткие встречи на долгой войне" - Gulshod
- 1976 - "Yettinchi jin" - Firuza, hija de Padishah
- 1977 - "Дом под жарким солнцем" - Oydin
- 1977 - "Это было в Коканде" - Halima
- 1978 - "Хорезмийская легенда" - Malika
- 1978-1984 - " Огненные дороги" - Yulduzhon, madrastra de Zubeida (con la voz de Natalia Gvozdikova)
- 1979 - " Серое дыхание дракона " / "Des Drachens grauer Atem" (RDA) - Sathanasai
- 1979 - "Воздушные пешеходы" - Zamira
- 1980 - "Ленинградцы, дети мои" – Khadicha
- 1980 - "Седьмая пятница" - Aziza
- 1981 - "Непокорная" - Jumagul
- 1983 - "¡На перевале не стрелять!" - Fátima, la sobrina de la tía Khafiyat.
- 1983 - " Пароль — «Отель Регина»" - Kholniso
- 1983 - "Семейные тайны" (película tayika) - Dilbar
- 1985 - "Bəyin oğurlanması" (película de Azerbaiyán) - Nigar
- 1986 - "Алмазный пояс" - Vazira
- 1988 - "Пейзаж глазами спринтера" - Damira
- 1988 - "Чудовище или кто-то другой"
- 1989 - " Кодекс молчания"
- 1989 - "Сын"
- 1990 - "Ултуган"
- 1991 - "Temir erkak"
- 1991 - "Смерть прокурора" - Halima Bazieva, fiscal
- 1992 - "अलिफ़ लैला"( Alif Leyla ) (Uzbekistán, India)
- 1992 - "Dallol" (Uzbekistán)
- 1993 - "Olov ichidagi farishta" (Uzbekistán)
- 1993 - "Qırmızı qatar" (película de Azerbaiyán)
- 1997 - "Men xohlayman" (Uzbekistán, Japón)
- 1998 - "Tilsimoy, gʻaroyib qizaloq" (Uzbekistán)